# Regionaltidning
| Regionaltidning |
| --- |
| Sundsvalls Tidning riktar sig till läsare i Medelpad. - Betydelse – tidning som endast utkommer i en viss region - Exempel – Kvällsposten (Sydsverige, Ara (Katalonien) - Relaterat begrepp – lokaltidning (ges ut i del av region), rikstidning (ges ut i ett land) |

Regionaltidning är en tidning som endast utkommer i en speciell region. Exempel på sådana är bland annat GT, som kommer ut i Västsverige, och Kvällsposten, som kommer ut i Sydsverige.
Regionaltidningen skiljer sig från lokaltidningen, som endast ges ut i en del av en region (ofta i en enskild stad, kommun eller liknande). Ett exempel är lokaltidningen Bergslagsposten (utgiven i Lindesberg), som år 2006 slogs samman med regionaltidningen (med spridning i hela Örebro län) Nerikes Allehanda.

## Historik
I senare års allmänna minskning av dagstidningsupplagor i många länder (bland annat till förmån för nyhetsspridning på Internet) har regionaltidningens existensberättigande ifrågasatts. Lokala – till skillnad från regionala – journalistiska satsningar har gjorts i Finland, och regionaltidningar (exempel: Göteborgs-Posten) har i Sverige relativt sett tappat läsare både till lokala medier (exempel: Norra Halland och lokala gratistidningar) och riksmedier (främst digitala medier).

## Avgränsning
Indelningen i riks-, regional- och lokaltidningar är mer eller mindre tydlig. Den förstnämnda gruppen har dock ambitionen att nå läsare i ett helt land, något som ibland noteras i namnet (Svenska Dagbladet, El País…). Även stora dagstidningar i dominanta regioner kan ibland betraktas som rikstidningar (New York Times); ibland täcker de flera regioner i ett land (Hufvudstadsbladet – spridd i hela Svenskfinland).
Regionaltidningar ges ofta ut i regionens viktigaste ort (Göteborgs-Posten eller Östgöta Correspondenten). De kan också täcka ett språkområde inom ett land (Ara – jämför dock Hufvudstadsbladet ovan). Regionen kan bestå av en administrativ enhet typ av typen län eller provins men också ofta en större geografisk region (se Göteborgs-Posten ovan).
Lokaltidningar ges ut och sprids "på orten". Denna ort är ofta en kommun eller mindre stad, och tidningens innehåll är ofta mer kopplat till lokalnyheter. Denna specialinriktning gör att många lokaltidningsläsare även behöver komplettera nyhetsintaget genom att vara prenumerant eller återkommande läsare av en riks- eller regionaltidning, alternativt annat riksmedium.